# Homonoea ornamentalis
Homonoea ornamentalis är en skalbaggsart. Homonoea ornamentalis ingår i släktet Homonoea och familjen långhorningar.

## Underarter
Arten delas in i följande underarter:
- H. o. mindanaonis
- H. o. ornamentalis